# 만년제
만년제(滿年堤)는 대한민국 경기도 화성시 안녕동에 있는 조선시대의 저수지이다. 1996년 7월 23일 경기도의 기념물 제161호로 지정되었다.

## 개요
조선 정조(재위 1776∼1800))는 아버지인 사도세자의 묘를 양주 배봉산에서 수원의 화산 아래로 옮기면서 기존의 수원읍을 현재의 팔달산 아래로 옮겨 새 도시를 조성하였다.
새로 이주한 주민들의 안정을 위해 성곽을 쌓을 것을 계획하고 수원의 이름을 화성으로 바꾸었다. 정조는 새 도시 경영을 위한 경제적 기반 확보와 백성들의 생활안정을 목적으로 둔전(각 궁과 관아에 딸렸던 밭)을 설치하였다. 또한 농사를 위한 관개 용수와 제방 쌓는 일, 상권에 대한 보호, 나무를 심는 식수사업 등 갖가지 정책적인 배려를 베풀었다.
정조 21년(1797)에 세운 만년제는 사도세자의 능인 화산 현륭원 바로 아래에 자리잡고 있다. 수원시 서둔(西屯), 서호(西湖) 등의 시설과 함께 만년제는 정조 당시의 권농정책을 보여 주는 중요한 사적이다.

## 참고 문헌
- 만년제 - 국가유산청 국가유산포털